# Stephan Mayer
Stephan Ernst Johann Mayer, né le 15 décembre 1973, est un homme politique allemand.